# Asesinato de Romina Vargas
Romina Vargas (c. 1989-15 de octubre de 2017) fue una mujer paraguaya de 28 años que fue asesinada el 15 de octubre de 2017. El juicio, fijado para el 9 de agosto de 2019, fue aplazado. El veredicto podría dar lugar al primer enjuiciamiento por un asesinato transfóbico en Paraguay.